# Never Gone
Albums de Backstreet Boys
Greatest Hits – Chapter One
(2001) Unbreakable
(2007)
Singles
1. Incomplete
Sortie : 1 avril 2005
2. Just Want You to Know
Sortie : 4 octobre 2005
3. I Still...
Sortie : 31 janvier 2006

Never Gone est le cinquième (aux Etats-Unis le quatrième) album studio du boys band américain Backstreet Boys, sorti en juin 2005.
L'album a débuté à la 11e place du hit-parade britannique (pour la semaine du 19 au 25 juin 2005) et à la 3e place du classement des albums du magazine américain Billboard, le Billboard 200 (pour la semaine du 2 juillet),.

## Liste des pistes
| No  | Titre                 | Auteur                                      | Producteur(s)                    | Durée |
| --- | --------------------- | ------------------------------------------- | -------------------------------- | ----- |
| 1.  | Incomplete            | Dan Muckala, Jess Cates, Lindy Robbins      | Muckala                          | 3:59  |
| 2.  | Just Want You to Know | Max Martin, Lukasz Gottwald                 | Martin, Dr. Luke                 | 3:53  |
| 3.  | Crawling Back to You  | Chris Farren, Blair Daly                    | John Fields                      | 3:44  |
| 4.  | Weird World           | John Ondrasik                               | Gregg Wattenberg                 | 4:12  |
| 5.  | I Still...            | Martin, Rami                                | Martin, Rami                     | 3:49  |
| 6.  | Poster Girl           | Billy Mann, Rasmus Bähncke, René Tromborg   | Mann                             | 3:56  |
| 7.  | Lose It All           | Wally Gagel, Shelly Peiken, Alexander Barry | Fields                           | 4:04  |
| 8.  | Climbing the Walls    | Martin, Gottwald                            | Martin, Dr. Luke                 | 3:43  |
| 9.  | My Beautiful Woman    | Paul Wiltshire, Victoria Wu                 | Wiltshire                        | 3:38  |
| 10. | Safest Place to Hide  | Tom Leonard, Robin Lerner                   | John Shanks                      | 4:40  |
| 11. | Siberia               | Martin, Rami, Alexandra Talomaa             | Christian Nilsson, Johan Brorson | 4:17  |
| 12. | Never Gone            | Kevin Richardson, Gary Baker, Steve Diamond | Mark Taylor                      | 3:45  |